# Malacosoma californicum
Espèce
Malacosoma californicum est une espèce d'insectes lépidoptères (papillons) appartenant à la famille des Lasiocampidae et au genre Malacosoma. On le trouve dans la partie occidentale du néarctique.
Il a une envergure d'environ 28 mm.
Les chenilles se nourrissent des feuilles de divers arbres à feuilles caduques, tels que le chêne, le saule et le peuplier.

## Galerie

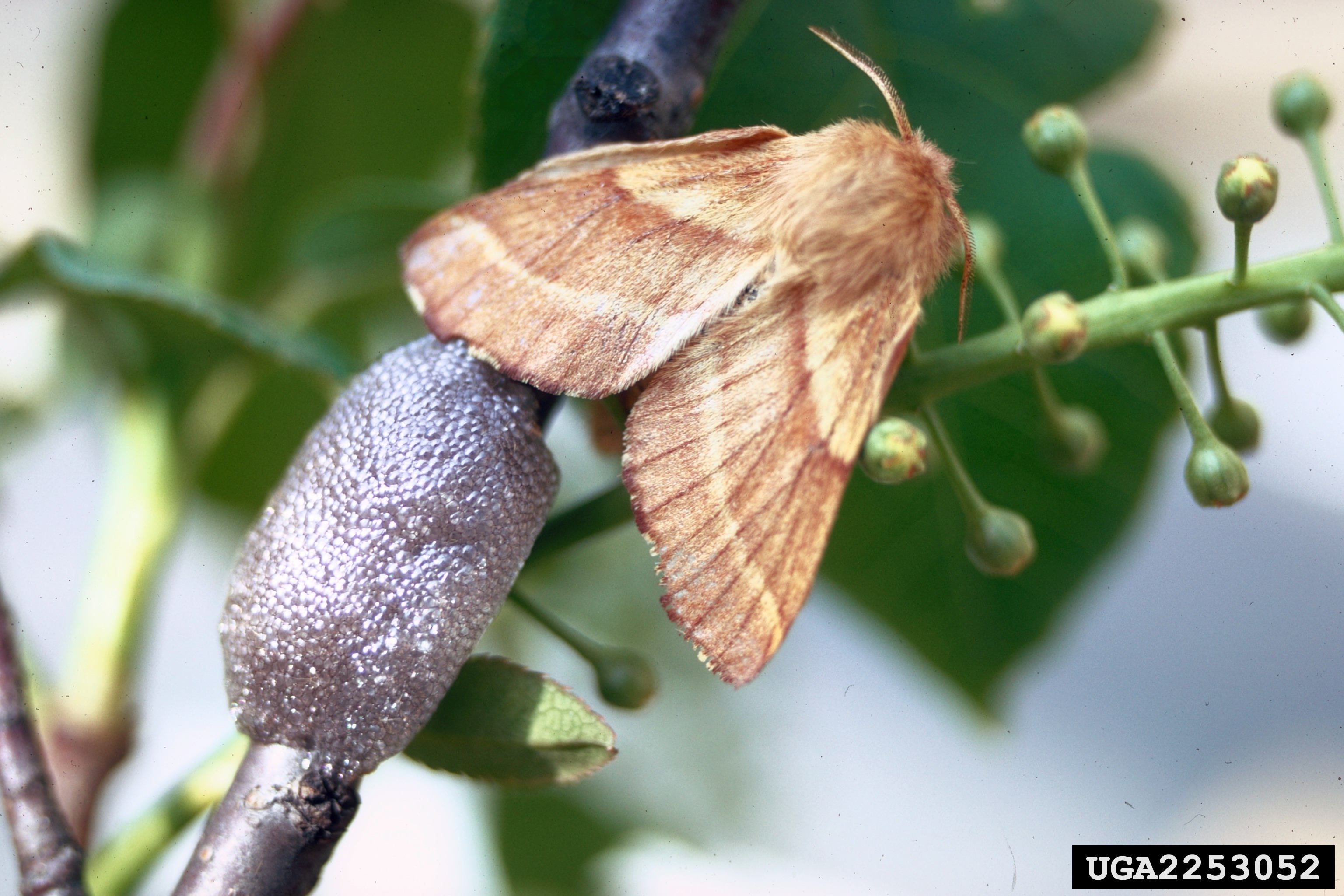
Femelle avec des œufs
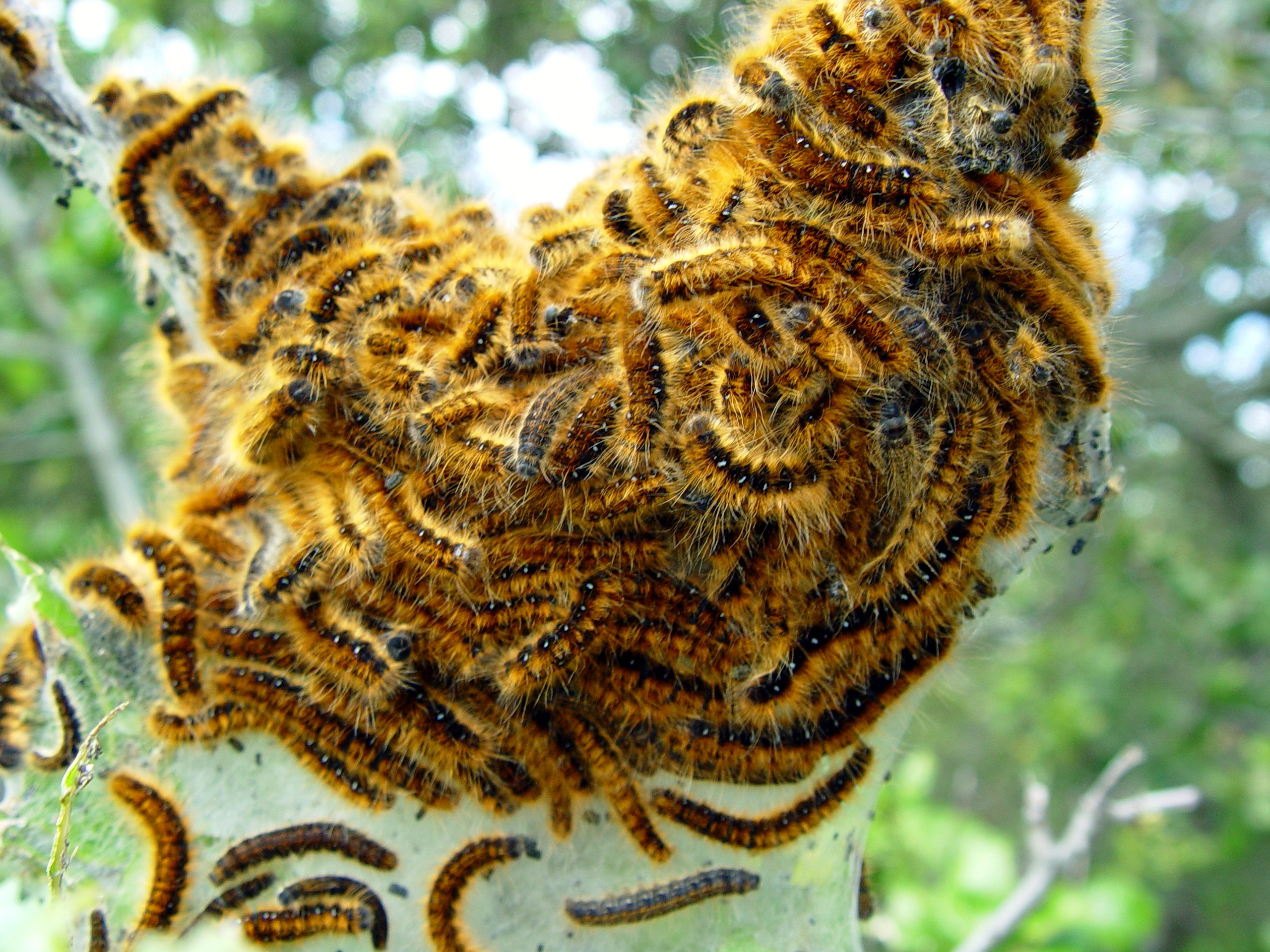
« Chenilles à tente »